# TIA/EIA-568
TIA/EIA-568 és un conjunt d'estàndards de telecomunicació creats per la Telecommunications Industry Association (TIA). La norma s'adreça als cablejats d'edificis comercials per a productes i serveis de telecomunicacions.

## Revisions
- TIA/EIA-568 va ser desenvolupada per més de 60 organitzacions incloent fabricants, usuaris i consultors.
- La primera revisíó va ser editada el 1991.
- El 1995, hi va haver la revisió A.
- El 2001, la revisió B.
- El 2009, la revisió C.
- El 2017, la revisió D.
- Laorganització IEC també va crear la norma ISO/IEC 11801 per a cablejats en xarxa.

## Parts de la norma
- ANSI/TIA-568.0-D, Cablejat genèric de telecomunicacions, Ed. D, 09-2015[3]
- ANSI/TIA-568.1-D, Norma de cablejat de telecomunicacions per a edificiscomercials, Ed. D, 09-2015
- ANSI/TIA-568-C.2, Morma decomponents i cablejat de telecomunicacions per a parell trenat i balancejat, Ed. C, Err. 04-2014[4]
- ANSI/TIA-568.3-D, Norma de components i cablejat de fibra òptica, Ed. D, 10-2016
- ANSI/TIA-568-C.4, Norma decomponents i cablejat coaxial de banda ampla, Ed. C, 07-2011

## Punts més importants

### Categories de cables
la norma defineix categories de cable de parells trenats sense apantallar amb diferents nivells de prestacions an amplada de banda, pèrdues d'inserció (insertion loss) i diafonia (cross-talk). Incrementant el número de la categoria també s'augmenta la capacitat del cable en velocitat de transmissió:

Fig.1 Cable RJ45 8P8C

| Categoria del cable | Amplada de banda | Taxa de bit        | Longitud màx. cable            | Aplicacions            |
| ------------------- | ---------------- | ------------------ | ------------------------------ | ---------------------- |
| Categoria 3         | 16 MHz           | 16 Mbit/s          | 100 m                          | Línies telefòniques    |
| Categoria 5         | 100 MHz          | 100 Mbit/s         | 100 m                          | Xarxes locals Ethernet |
| Categoria 5e        | 100 MHz          | 1 Gbit/s           | 100 m                          | Xarxes locals Ethernet |
| Categoria 6         | 250 MHz          | 1 Gbit/s 10 Gbit/s | 100 m 55 m                     | Xarxes locals Ethernet |
| Categoria 6a        | 500 MHz          | 100 Gbit/s         | depèn del cable i instal·lació | Xarxes locals Ethernet |

### Cablejat

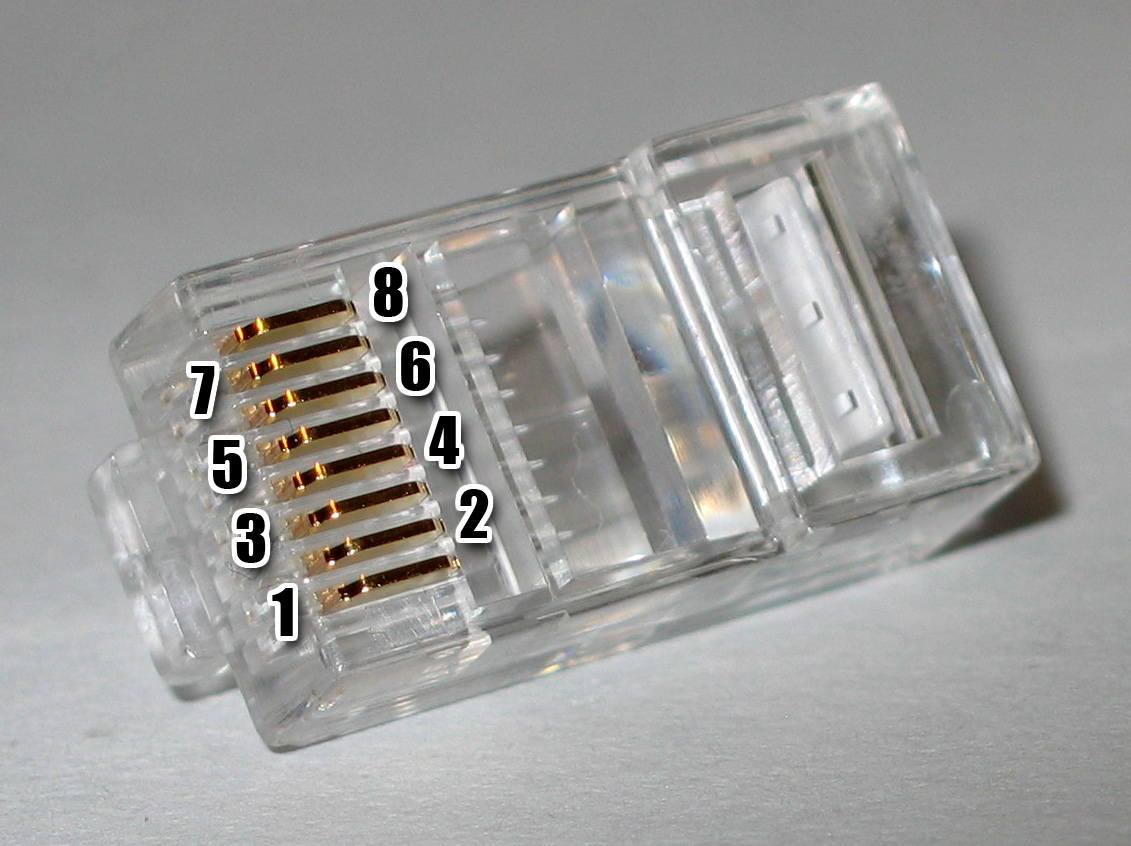
Fig.2 Cable RJ45

| Pin | Parell T568A | Parell T568B | 10BASE-T 100BASE-TX | 1000BASE-T Signal ID | Cable | Color T568A           | Color T568B           |
| --- | ------------ | ------------ | ------------------- | -------------------- | ----- | --------------------- | --------------------- |
| 1   | 3            | 2            | TX+                 | DA+                  | tip   | blanc/verd ratllat    | blanc/taronja ratllat |
| 2   | 3            | 2            | TX-                 | DA-                  | ring  | verd sòlid            | taronja sòlid         |
| 3   | 2            | 3            | RX+                 | DB+                  | tip   | blanc/taronja ratllat | blanc/verd ratllat    |
| 4   | 1            | 1            | -                   | DC+                  | ring  | blau sòlid            | blau sòlid            |
| 5   | 1            | 1            | -                   | DC-                  | tip   | blanc/blau ratllat    | blanc/blau ratllat    |
| 6   | 2            | 3            | RX-                 | DB-                  | ring  | taronja sòlid         | verd sòlid            |
| 7   | 4            | 4            | -                   | DD+                  | tip   | blanc/marró ratllat   | blanc/marró ratllat   |
| 8   | 4            | 4            | -                   | DD-                  | ring  | marró sòlid           | marró sòlid           |